# Klavs Bruun Jørgensen
Klavs Hørlykke Bruun Jørgensen (født 3. april 1974 i Gentofte) er en dansk håndboldspiller, der fra 2015 til 2020 var træner for Danmarks kvindehåndboldlandshold. Derudover spillede han fra januar 1994 til 2009[kilde mangler] på Danmarks håndboldlandshold for herrer.  
Den 4 . august 2020 kunne Klavs Bruun Jørgensen fortælle at han var blevet tilknyttet Lyngby Boldklub, hvor han skulle agere mentor for ungdomsholdene..
Han skal være træner for SønderjyskE herrer håndbold til næste sæson, hvor han afløser Jan Pytlick.

## Aktiv karriere
Han har tidligere spillet for FCK Håndbold, som han vandt det danske mesterskab med i 2008, GOG Svendborg, som han vandt to danmarksmesterskaber med. Efter han sluttede karrieren i AG Håndbold, blev han træner for AG København sammen med Søren Herskind. Han spillede desuden en kort periode i den tyske Bundesliga-klub Wallau Massenheim.
Klavs Bruun Hørlykke Jørgensen har spillet over 150 kampe for det danske håndboldlandshold, og deltog blandt andet ved håndbold-EM i 2002 og 2004, der begge resulterede i en bronzemedalje.
I 2015 gjorde han midlertidigt comeback på banen for Team Tvis Holstebro i en kamp i EHF Cuppen.

## Privat
Bruun Jørgensen er gift med den tidligere kvindelandsholdsspiller Rikke Hørlykke.
Hans ældre søskende Peter Bruun Jørgensen og Sisse Bruun Jørgensen er også begge tidligere håndboldlandsholdsspillere for hhv. herre- og kvindelandsholdet. Alle tre fik deres gennembrud i Virum-Sorgenfri HK, da deres forældre var aktive i klubben.

## Eksterne links
- Spillerinfo Arkiveret 30. september 2008 hos  Wayback Machine
- Klavs Bruun Jørgensens profil på Olympics.com (engelsk)
- Klavs Bruun Jørgensens profil på Sports-Reference OL-resultater (arkiveret) (engelsk)
- Klavs Bruun Jørgensens profil på Olympedia (engelsk)
- Klavs Bruun Jørgensens profil hos Det Europæiske Håndboldforbund (engelsk)